# Incendio de Sayre
El incendio de Sayre, también conocido como el incendio de Sylmar, fue uno de los incendios forestales en California de noviembre de 2008 que provocaron la destrucción de más de 489 residencias en el barrio Sylmar de la ciudad de Los Ángeles, California, y llegó a ser considerado como la "peor pérdida de casas por incendios" en la historia de la ciudad. El incendio se inició a eso de las 10:29 p. m. PDT. A 20 de noviembre el incendio estaba contenido en un 98% y había quemado más de 11,200 acres (45 km²) y destruido más de 600 estructuras, incluyendo 480 casas móviles, nueve casas familiares, 104 edificios y 10 edificios comerciales. Con la pérdida de más de más de 600 casas residencias, el incendio de Sayre excedió las 484 residencias destruidas por el Incendio de Brentwood–Bel Air de 1961.
A las 11:00 pm hora local del 17 de noviembre de 2008, el incendio había quemado más de 10,000 acres, y el 40% del fuego estaba contenido, y el incendio se dirigía hacia el Bosque Nacional Los Ángeles, reduciendo la amenaza a las zonas más pobladas.

## Orígenes y causas
Un día después de que los vientos causaran el "incendio de Tea" y que este destruyera 211 casas en Montecito y Santa Bárbara, el incendio de Sayre se inició en la cuadra 13000 de la Calle Sayre Oeste en Sylmar, justo al norte de la Autovía 210 cerca del parque Veterans Memorial County Park.  El fuego se extendió rápidamente al ser avivado por los fuertes vientos de Santa Ana con ráfagas huracanadas entre 80 km/h y 130 km/h.  El gobernador de California Arnold Schwarzenegger dijo que las condiciones climáticas ayudaron a crear la "tormenta perfecta" de fuertes vientos, baja humedad, altas temperaturas, y árboles secos.

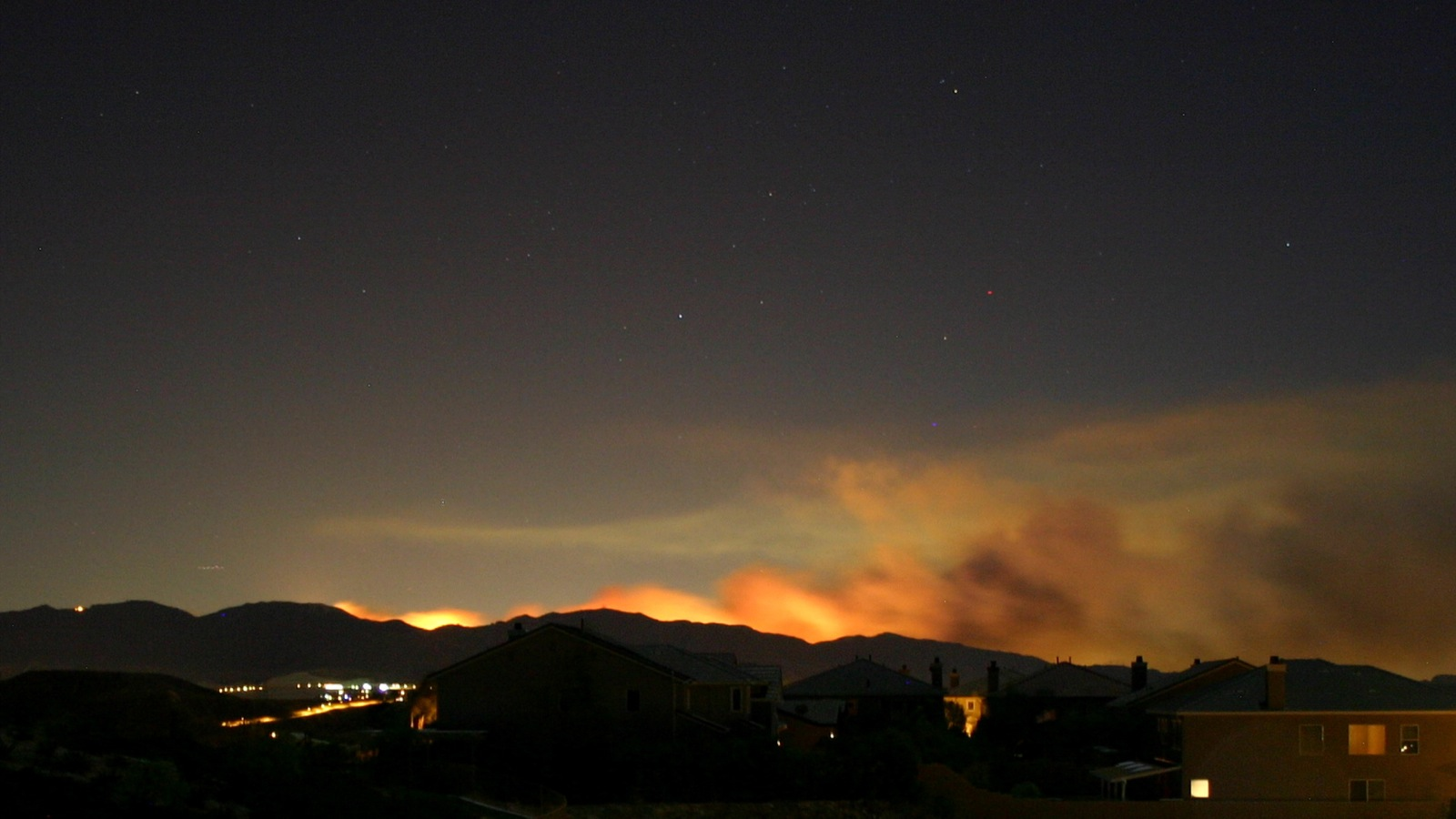
El incendio de Sayre visto desde Santa Clarita el 15 de noviembre de 2008.

## Respuesta
En la madrugada del 15 de noviembre de 2008, alrededor de más de 600 bomberos estuvieron batallando contra el incendio de Sayre, y el número de efectivos se incrementó a más de 1,100 en la tarde. Oficiales dijeron que los vientos “casi con la fuerza de un huracán” obligaron que los aviones cisternas aterrizaran.  El fuego se movió al oeste de Sylmar y puso en peligro la urbanización de Knollwood en Granada Hills. El 15 de noviembre de 2008, a las 8:00 a. m. PDT, el alcalde de Los Ángeles Antonio Villaraigosa declaró en estado de emergencia la ciudad, y más tarde esa mañana el gobernador Schwarzenegger emitió una declaración de estado de emergencia.

## Impacto del incendio

### Heridos
El incendio provocó cinco heridos. Uno de ellos fue un hombre de 40 años de edad que sufrió severas quemaduras.  Tres bomberos también sufrieron heridas menores.

### Peor incendio en la historia de Los Ángeles
El incendio de Sayre destruyó aproximadamente 630 estructuras, incluyendo 480 casas rodantes, nueve casas familiares, 104 edificios y diez estructuras comerciales.   El 16 de noviembre de 2008,  el Los Angeles Times informó de que la devastación había sido la "peor perdida de casas debido a un incendio en la historia de Los Ángeles" y "parece ser que es la pérdida más grande de casas en la historia de la ciudad de Los Ángeles, sobrepasando las 484 residencias destruidas en el incendio de Brentwood–Bel Air de 1961."  El Supervisor del Condado de Los Ángeles Zev Yaroslavsky, un residente, dijo: "Este es el peor incendio que he vivido desde el incendio de Bel-Air.  La devastación humana causada, ya sea en casas móviles o en casas, es total. No podemos ni siquiera empezar a medir sus perdidas."

### Devastación en el Parque de Casas Móviles de Oakridge

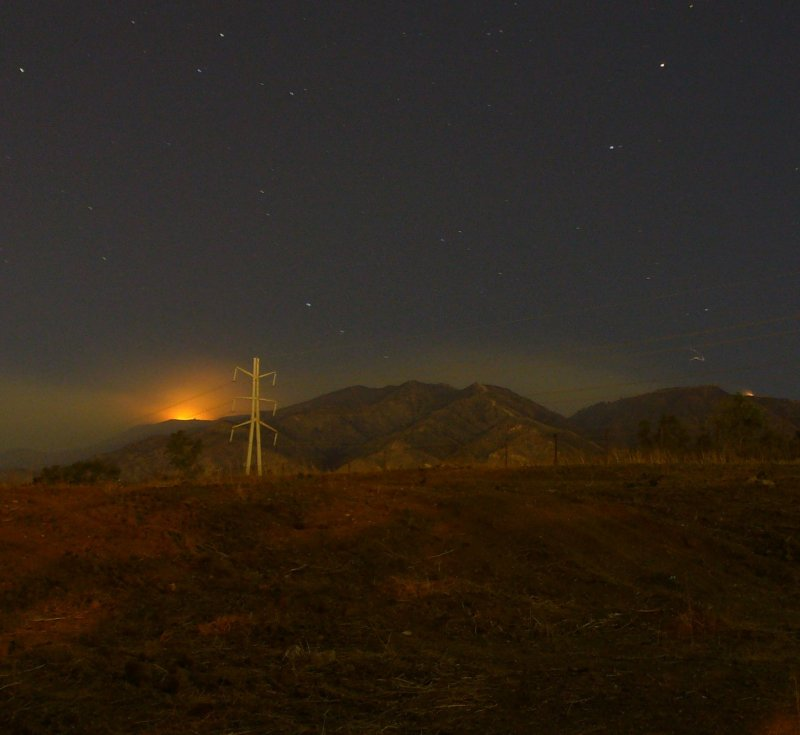
El incendio de Sayre en el atardecer del 16 de noviembre de 2008.

En la madrugada del 15 de noviembre de 2008, el Parque de Casas Móviles de Oakridge fue el más afectado al quemarse 500 de las 600 casas móviles, y quedar entre 40 y 50 gravemente dañadas.  El Capitán del Departamento de Bomberos de Los Ángeles Steve Ruda dijo que las casas móviles fueron "reducidas a cenizas" por llamas de hasta 15 metros de altura. Ruda describió la escena como "una tormenta de fuego absoluta" y agregó, que las "casas fueron consumidas en sus elementos de cemento y hormigón. Así de calor hacía." Los bomberos rescataron varias personas de sus casas móviles, entre ellas una mujer minusválida de 300 libras de peso, que estaba atrapada en su casa móvil, mientras el fuego rompía las ventanas de vidrio.

Aproximadamente en la tarde del 15 de noviembre, el Departamento de Policía de Los Ángeles declaró que el Parque de Casas Móviles de Oakridge era una "escena de crimen" y ordenó a toda la prensa salir de la zona.  No se comunicaron casos de muertos o desaparecidos en Oakridge, aunque el presidente de la Policía de Los Ángeles William Bratton expresó su temor de que algunos ancianos residentes podrían haber muerto. Perros de rescate de cadáveres de la Oficina del Coronel de Los Ángeles estuvieron rastreando el parque el 16 de noviembre de 2008.

El periódico Daily News del Valle de San Fernando describió al Parque Oakridge, y partes en la que también habían sido quemadas después del terremoto de Northridge de 1994, de la siguiente manera:
"Con 600 casas, céspedes bien cuidados y lujosas instalaciones, el Parque de Casas Móviles Oakridge no era un estacionamiento de camiones.  La comunidad privada, que fue reducida a cenizas por las abrsadoras llamas que arrasaron sobre las colinas de Sylmar en la noche del viernes y madrugada del sábado, contaba con un mini campo de golf, una piscina semiolímpica y canchas de tenis. 'No fue sólo una casa móvil (parque),' dijo Linda Pogacnik, 63, cuya casa fue destruida. 'Fue el Beverly Hills de las casas móviles.'
Después de los esfuerzos en Oakridge, un bombero fabricó una bandera de Estados Unidos quemada con un palo roto tomado de una casa que había sido destruida en Oakridge. El bombero la enarboló como una señal de esperanza y valentía para sus compañeros.
En una conferencia de prensa el 16 de noviembre de 2008, el gobernador Schwarzenegger dijo que las casas en la comunidad de Oakridge se habían consumido "como fósforos," y pidió una operación de reconocimiento por parte de los bomberos a las casas móviles y parques móviles.

### Llamas en el Olive View Medical Center
Poco después de las 1:00 a. m. PDT del 15 de noviembre de 2008, las llamas del incendio de Sayre amenazaron el Olive View-UCLA Medical Center en Sylmar.  El Los Angeles Times informó de que, alrededor de la media noche, "paredes altas de llamas rápidamente rodearon al Olive View Medical Center," mientras que las "brasas invadían la calle, llegando a las ramas de los arbustos de los alrededores del hospital," y  "después el hospital ya estaba rodeado por las llamas." Unos 200 pacientes tuvieron que ser trasladados mientras los bomberos batallaban con las llamas en las afueras del hospital. El hospital perdió la electricidad y los generadores eléctricos y el humo llenó y obscureció los pasillos, mientras los doctores y enfermeros atendían a los pacientes con lámparas, y los pacientes en condiciones críticas estuvieron atendidos con ventiladores manuales. Un sinnúmero de niños y pacientes con condiciones más críticas fueron evacuados en ambulancias.

### Saqueos
El 15 de noviembre de 2008, El Departamento de la Policía de Los Ángeles arrestó a cinco saqueadores en las zonas evacuadas debido a los incendios, e impuso un toque de queda para los jóvenes.  Un propietario de una vivienda en Porter Ranch sorprendió a dos mujeres "apilando sus pertencias afuera de la casa y llevándolas a un auto verde Indignity de cuatro puertas." Las dos mujeres, una de North Hollywood y la otra de Sherman Oaks, fueron arrestadas y la policía creen que pudieron haber robado otras casas en otras zonas.

### Fuegos artificiales de Glendale
El 15 de noviembre de 2008, a pesar de los incendios que asolaban a varias millas al norte, un centro comercial del Valle de San Fernando, el Americana at Brand, decidió seguir con su espectáculo de fuegos artificiales como parte de la ceremonia de inauguración de su árbol de Navidad. El Los Angeles Times informó de que los fuegos artificiales provocaron que los residentes de la zona "corrieran alarmadamente."  Un residente fue citado en el Los Angeles Times al decir que, con los hoteles locales llenos de evacuados, "resultó un espectáculo inapropiado. No era el momento de tirar fuegos artificiales."  En la ceremonia estuvo Peabo Bryson, cantante de "A Whole New World." Un representante del centro comercial dijo que los fuegos artificiales no podían ser cambiados de fecha, "No estábamos tratando de ser insensibles."
El centro comercial donde ocurrió el controvertido despliegue de fuegos artificiales es propiedad de Caruso Affiliated. El presidente de la empresa, Rick J. Caruso, es un expresidente de la Comisión de Policía de la ciudad de Los Ángeles y comisionado del Departamento de Agua y Energía de Los Ángeles.  Caruso había estado considerando postularse para el alcalde de Los Ángeles.

### Cancelación del Maratón de Pasadena
El 15 de noviembre de 2008, los organizadores del primer maratón de Pasadena tuvieron que cancelar el evento debido al humo denso que cubría el aire.

### Impacto en la marcha sobre el matrimonio gay
Una marcha para protestar la aprobación de la proposición 8, que prohíbe los matrimonio de las personas del mismo sexo, y donde se suponía que habría 40,000 participantes en el centro de Los Ángeles el 15 de noviembre de 2008, solo atrajo a 8,000 personas. Algunos lo atribuyeron a las evacuaciones, las autovías cerradas, atascos de tráfico provocados por el incendio de Sayre. El alcalde Villaraigosa estuvo en la protesta entre conferencias de prensa en el sitio del Incendio de Sayre.

### Daños estructurales
El incendio causó daños a las líneas de transmisión eléctrica en el Paso de Newhall. Como resultado, el Departamento de Agua y Energía de Los Ángeles ("DWP") decidió provocar algunos apagones, cortando temporalmente la electricidad a las comunidades de Sherman Oaks, Mid City, Crenshaw y otras zonas por 25 minutos.  La Estación del Departamento de Agua y Energía en Sylmar, localizada en la zona del incendio, es la terminal de Los Ángeles del sistema de corrientes directas de 800,000 voltios del Pacific Intertie con una longitud de 846 millas. La estación de Sylmar funciona como nexo para la energía eléctrica traída a la ciudad de Los Ángeles y partes del condado de Los Ángeles.

## Evacuaciones y albergues
En la mañana del 15 de noviembre de 2008, los oficiales ordenaron la evacuación obligatoria de los residentes al norte de la autovía 210 en el área de Sylmar.  La zona de evacuación se amplió para cubrir a más de 10,000 personas que vivían en el extremo norte del Valle de San Fernando desde Sylmar en el este hacia Granada Hills en el oeste.
Los centros de evacuación fueron abiertos en Sylmar High School, San Fernando High School, Chatsworth High School y Kennedy High School. En la tarde del 16 de noviembre de 2008, todos los centros de evacuación excepto la preparatoria de Sylmar habían sido cerrados.
También se abrieron varios centros de evacuación para animales en Pierce College en el Centro Ecuestre Hansen Dam.

## Cierres de autovías
El incendio provocó el cierre temporal de las autovías más importantes del Valle de San Fernando, incluyendo a la Autovía 5 en el Pase de Newhall, la Autovía 210 desde la Autovía 5 sobre Sylmar, conexiones de carreteras con la Autovía 118 en la Autovía 405 y la Autovía 405 en la Autovía 118.  En la noche del 15 de noviembre de 2008, la Patrulla de Carreteras de California anunció la apertura de las autovías cerradas debido al incendio de Sayre.